# Limbangan (Losari)
Limbangan is een bestuurslaag in het regentschap Brebes van de provincie Midden-Java, Indonesië. Limbangan telt 8275 inwoners (volkstelling 2010).